# Krabat-Radweg
Der Krabat-Radweg (obersorbisch Krabatowy pućik) ist ein offizieller Radwanderweg im Landkreis Bautzen in der sächsischen Oberlausitz. Er führt auf 92 Kilometern als Ringtour an vielen Schauplätzen der sorbischen Volkssage des Krabat entlang durch das Siedlungsgebiet des westslawischen Volkes.

## Verlauf

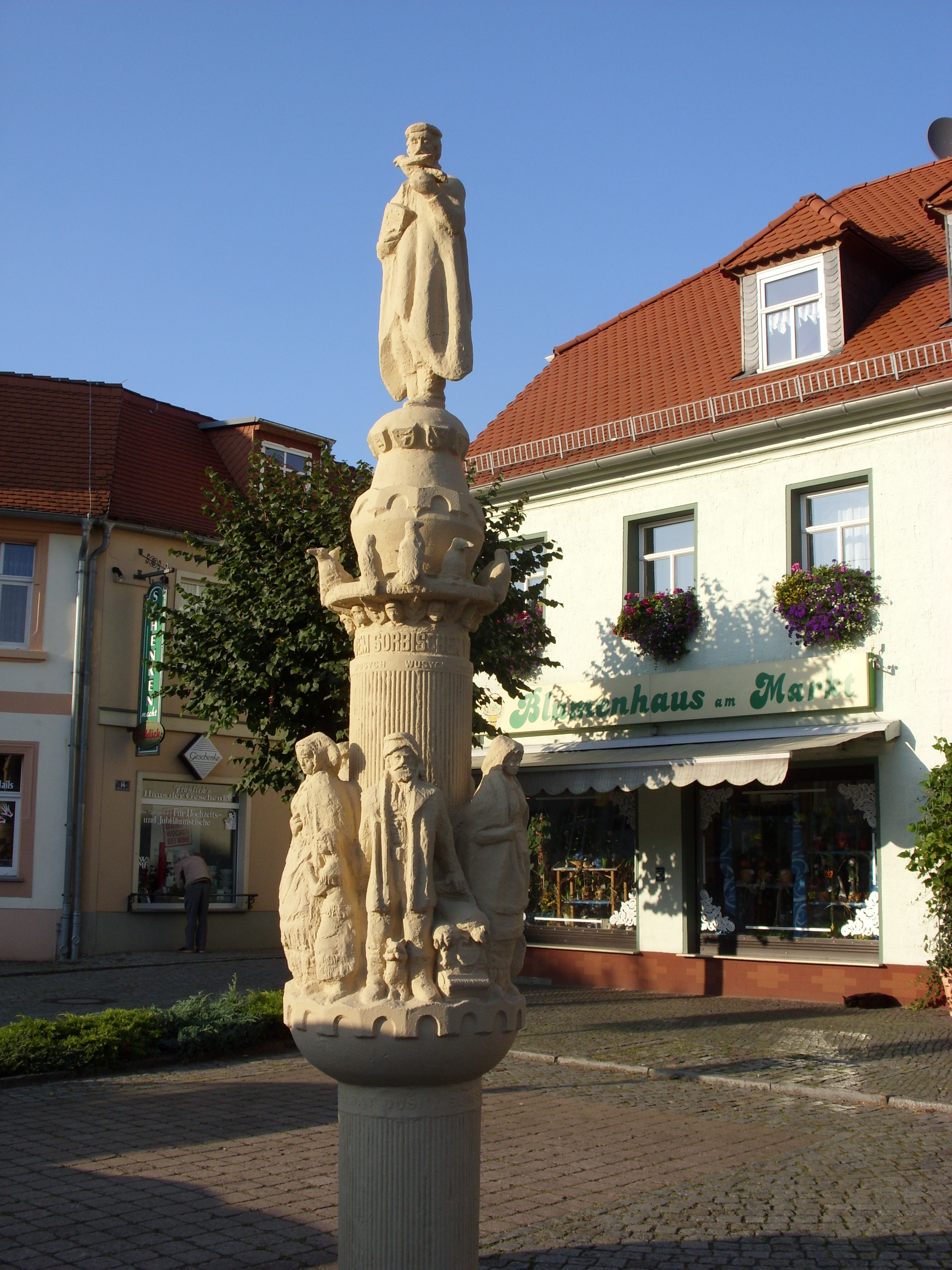
Krabat-Säule in Wittichenau

Der Radweg beginnt an der „Schwarzen Mühle“ im Koselbruch bei Schwarzkollm, dem wichtigsten Handlungsort der Krabat-Sage. Hier wurde die Krabat-Mühle nachgebaut, welche als Kultur- und Veranstaltungszentrum dient. Über Zeißholz und durch die Weißiger Teiche erreicht der Weg das Dorf Biehla, wo er auf den Froschradweg trifft.
Durch die Teichgebiete von Deutschbaselitz führt der Krabat-Radweg nach Kamenz, durch die Altstadt, am Krabat-Spielplatz entlang und dann durch das ruhige Herrental zum Forst. Der Sage nach soll Krabat einst an der Kirchturmspitze St. Mariens mit seiner Kutsche im Flug hängengeblieben sein, seitdem soll sie ein wenig schief sein. Vom Kamenzer Forst gelangt man über einen ausgebauten Radweg nach Nebelschütz und somit in den Kern des heutigen obersorbischen Sprachraumes. Vorbei am 1248 gegründeten Kloster St. Marienstern in Panschwitz-Kuckau gelangt der Radwanderer nach Crostwitz, einem wichtigen Zentrum der katholischen Sorben sowie 1945 Wiedergründungsort der Domowina. Über Räckelwitz führt der Weg weiter nach Dreihäuser (Horni Hajnk), wo der bekannte sorbische Schriftsteller Jurij Brězan – Autor des Kinderbuches „Die schwarze Mühle“ und der Krabat-Romane – bis zu seinem Tod 2006 lebte.
Der Krabat-Radweg passiert den Wallfahrtsort Rosenthal und verläuft weiter über Ralbitz nach Eutrich, wo Krabat der Sage nach geboren wurde. Im weiter nördlich gelegenen Groß Särchen trifft man auf die verbliebenen Spuren des historischen Vorbildes für den sagenhaften Krabat, den kroatischen Obristen Johann Schadowitz. Dieser hatte als Dank für seine Kriegsdienste das Gut in Groß Särchen zum Geschenk erhalten und starb 1704 im ortsansässigen Gasthaus „Zum Schwan“. Nach weiteren 5,5 Kilometern erreicht der Weg das Städtchen Wittichenau, wo Schadowitz in der Pfarrkirche begraben liegt und eine Gedenksäule auf dem Markt an ihn erinnert. Durch das Dubringer Moor gelangt man schließlich wieder zurück zum Ausgangspunkt in Schwarzkollm.

## Entstehung
Der Radweg wurde auf Initiative des 2001 gegründeten Vereins KRABAT e. V. im Rahmen des Ausbaus der touristischen Infrastruktur in diesem Teil der Oberlausitz angelegt und 2003 eröffnet. Seine Route wurde so gewählt, dass er den Radwanderer sowohl an viele Handlungsorte der Sage als auch an wichtige Stätten der Sorben führt.

## Kennzeichnung
Der Krabat-Radweg ist mit den üblichen quadratischen Radwanderweg-Hinweisern gekennzeichnet. Sein Symbol ist in Anlehnung an die Sage ein Rabe mit übereinander liegenden Flügeln.